# 布里茲派因斯 (亞利桑那州)
布里茲派因斯（英語：Breezy Pines）是位於美國亞利桑那州亞瓦派縣的一個非建制地區。該地的面積和人口皆未知。

## 地理
布里茲派因斯的座標為34°26′20″N 112°21′17″W / 34.43889°N 112.35472°W，而該地的平均海拔高度為1812米（即5949英尺）。